# Mocky
Pour le réalisateur français, voir Jean-Pierre Mocky.
Dominic Salole (né le 7 octobre 1974), mieux connu sous le nom de scène Mocky, est un musicien, chanteur et compositeur canadien.

## Biographie
Né dans la province de la Saskatchewan, au Canada, de parents anglo-somaliens, Mocky débute en formant un groupe de punk rock à Toronto avec ses amis d'enfance Jason et Merill, actuellement plus connus sous les noms de Gonzales et Peaches. 
Après une solide formation jazz, Mocky se fait connaître comme musicien, cocompositeur, arrangeur et coproducteur, collaborant avec Feist (notamment sur l'album The Reminder), Jamie Lidell (dont il a coréalisé les deux derniers albums, Multiply et Jim) et  Gonzales. Il participe à l'album de Jane Birkin Fictions, et fait également partie du collectif Puppetmastaz. Mocky se fait connaître comme artiste solo avec trois albums (In Mesopotamia en 2002, Are and + Be en 2004, Navy Brown Blues en 2006), dans un style se situant entre électronique, funk et hip hop, toujours agrémenté d'une bonne dose d'énergie et d'humour.
En décembre 2008, Mocky annonce la sortie en 2009 de son album Saskamodie, essentiellement instrumental, sur le label Crammed Discs. L'album est largement salué par la critique, Pitchfork le qualifiant d'« album musical exceptionnel ». En 2012, Mocky annonce qu'il quittait sa ville natale de longue date, Berlin, pour s'installer à Los Angeles. Fin 2012, il présente en avant-première sa chanson Little Bird sur The Fader et la vidéo de son nouveau morceau Make You Rich sur Vogue.
En 2009, il publie Sasakamodie. D'orientation plus rétro-futuriste (puisqu'il y crée une sort de bande-son de film des années 1960 ou 1970, à coloration jazz, mais réalisée avec une sensibilité actuelle), cet album a été réalisé par Mocky en compagnie du producteur Renaud Letang.
En février 2013, il sort l'EP de 7 morceaux Graveyard Novelas (The Moxtape Vol. 1) et le présente en avant-première sur le magazine Paper. En février 2015, Mocky sort l'EP Living Time (The Moxtape Vol. 2) et en juin, l'album Key Change sur son propre label Heavy Sheet.

## Discographie

### Albums studio
- 2002 : In Mesopotamia
- 2004 : Are + Be
- 2006 : Navy Brown Blues
- 2009 : Saskamodie

### Singles
- 2005 : Catch a Moment in Time
- 2006 : Fightin' Away the Tears (feat. Feist)
- 2006 : How Will I Know You? (feat. Jamie Lidell)
- 2009 : Birds of A Feather (feat. GZA du Wu-Tang Clan)

### Productions et participations
- 2002 : Gonzales - The Entertainist
- 2002 : Puppetmastaz - Zoology
- 2003 : Gonzales - Presidential Suite
- 2005 : Studio R - Clapz
- 2005 : Puppetmastaz - Creature Shock Rock Radio
- 2005 : Kevin Blechdom - Eat My Heart Out
- 2005 : Jamie Lidell - Multiply
- 2006 : Jane Birkin - Fictions
- 2006 : Jamie Lidell - Multiply Additions
- 2006 : Soffy O - The Beauty of It
- 2007 : Micky Green - White T-Shirt
- 2007 : Teki Latex - Party De Plaisir
- 2007 : Feist - The Reminder
- 2008 : Jamie Lidell - Jim
- 2008 : Puppetmastaz – The Takeover
- 2008 : Nikka Costa - Pebble to a Pearl

### Remixes
- 2003 : Isolee - It's About
- 2003 : V.A. - Cinemix
- 2004 : Husky Rescue - Summertime Cowboy
- 2004 : Feist - Mushaboom
- 2005 : Feist - Inside and Out
- 2006 : Jamie Lidell - What's the Use
- 2006 : Architecture in Helsinki - Need to Shout
- 2007 : Young MC - Bust a Move
- 2008 : Anita O'Day - Tenderly (Verve Remixed)